# Anatol Colceag
Anatol Ivanovici Colceag (în rusă Анатолий Иванович Колчак; n. 1 ianuarie 1927, Tiraspol, RSS Ucraineană, URSS – d. 5 ianuarie 2020, Dubăsari, Unitățile administrativ-teritoriale din Stînga Nistrului, Republica Moldova) a fost un pictor sovietic și moldovean, membru al Uniunii Artiștilor Plastici din URSS (din 1978) și al Uniunii Artiștilor Plastici din RSS Moldovenească (din 1988). A fost veteran al celui de-Al Doilea Război Mondial.

## Biografie
Anatol Colceag s-a născut la 1 ianuarie 1927 în orașul Tiraspol, aflat pe atunci în cadrul RASS Moldovenească. Copilăria și adolescența și le-a petrecut în acest oraș. Încă din tinerețe a început să manifeste interes pentru pictură.
Între 1940 și 1941 a urmat cursurile studioului de artă al Palatului Pionierilor. La izbucnirea războiului avea 14 ani și s-a întreținut prin diverse munci ocazionale în Odesa. În 1944 a fost trimis într-un lagăr de recruți destinat instruirii militare.
În 1945 a fost încorporat în armata sovietică și, după încheierea ostilităților, a continuat să servească în Germania. A fost demobilizat în 1947, din motive de sănătate.
Între 1951 și 1956 a urmat cursurile Școlii Republicane de Arte Plastice „Repin”. După absolvire, a predat în aceeași instituție până în 1968.
Din 1968 a lucrat în cadrul Fondului pentru Artă. A participat în mod constant la expoziții locale, regionale și republicane. În 1973 a luat parte la expoziția unională „На страже” („La strajă”), organizată la Moscova. La începutul anilor '90, pe fondul mișcării de eliberare națională, Colceag s-a mutat din Chișinău la Dubăsari, unde a continuat să locuiască și după ce acesta a intrat sub control separatist.
În 2017, la Galeria de Artă din Dubăsari, a fost organizată o expoziție personală cu ocazia aniversării a 90 de ani de viață și 65 de ani de activitate artistică. În decembrie 2016 a fost decorat cu titlul de Artist de Onoare al RMN.
Lucrările sale se regăsesc în colecții particulare și muzee din Japonia, Germania, Israel, Olanda, SUA, Franța, Rusia, Ucraina, Republica Moldova și Transnistria.
A decedat la 5 ianuarie 2020 în Dubăsari.